# Rugby Americas North Cup 2019
El Rugby Americas North Cup de 2019 fue la 5ª edición del torneo de segunda división que organiza la federación norteamericana (RAN).

## Equipos participantes
- Selección de rugby de Barbados
- Selección de rugby de Curazao
- Selección de rugby de Islas Turcas y Caicos
- Selección de rugby de Islas Vírgenes Británicas
- Selección de rugby de Martinica
- Selección de rugby de República Dominicana

## Resultados

### Zona norte
| Pos. | Equipo                    | Encuentros | Encuentros | Encuentros | Encuentros | Tantos  | Tantos    | Tantos     | Puntos Bonus | Puntos Totales |
| Pos. | Equipo                    | jugados    | ganados    | empatados  | perdidos   | a favor | en contra | diferencia | Puntos Bonus | Puntos Totales |
| ---- | ------------------------- | ---------- | ---------- | ---------- | ---------- | ------- | --------- | ---------- | ------------ | -------------- |
| 1    | Islas Turcas y Caicos     | 2          | 2          | 0          | 0          | 55      | 32        | + 23       | 1            | 9              |
| 2    | República Dominicana      | 2          | 1          | 0          | 1          | 35      | 24        | + 9        | 1            | 5              |
| 3    | Islas Vírgenes Británicas | 2          | 0          | 0          | 2          | 12      | 46        | - 34       | 0            | 0              |

Nota: Se otorgan 4 puntos al equipo que gane un partido y 2 al que empate
Puntos Bonus: 1 punto por convertir 4 tries o más en un partido y 1 al equipo que pierda por no más de 7 tantos de diferencia
| 13 de abril | Islas Turcas y Caicos | 24 - 20 | República Dominicana |  |  |

| 4 de mayo | Islas Vírgenes Británicas | 12 - 31 | Islas Turcas y Caicos |  |  |

| 14 de septiembre | República Dominicana | 15 - 0 | Islas Vírgenes Británicas |  |  |

| Bandera de Islas Turcas y Caicos         |
| Ganador Zona Norte Islas Turcas y Caicos |

### Zona Sur
| Pos. | Equipo    | Encuentros | Encuentros | Encuentros | Encuentros | Tantos  | Tantos    | Tantos     | Puntos Bonus | Puntos Totales |
| Pos. | Equipo    | jugados    | ganados    | empatados  | perdidos   | a favor | en contra | diferencia | Puntos Bonus | Puntos Totales |
| ---- | --------- | ---------- | ---------- | ---------- | ---------- | ------- | --------- | ---------- | ------------ | -------------- |
| 1    | Martinica | 2          | 2          | 0          | 0          | 82      | 19        | + 63       | 2            | 10             |
| 2    | Barbados  | 2          | 1          | 0          | 1          | 74      | 50        | + 24       | 1            | 5              |
| 3    | Curazao   | 2          | 0          | 0          | 2          | 7       | 94        | - 87       | 0            | 0              |

| 16 de marzo | Martinica | 43 - 19 | Barbados |  |  |

| 23 de marzo | Martinica | 39 - 0 | Curazao |  |  |

| 6 de abril | Barbados | 55 - 7 | Curazao |  |  |

| Bandera de Martinica       |
| Ganador Zona Sur Martinica |